# Punk Rocksteady
Punk Rocksteady è il settimo album in studio del gruppo musicale statunitense Mad Caddies, pubblicato nel 2018.
Si tratta del primo disco di cover del gruppo.

## Tracce
1. Sorrow (Bad Religion) - 3:21
2. Sleep Long (Operation Ivy) - 2:06
3. She (Green Day) - 3:02
4. ...And We Thought That Nation-States Were a Bad Idea (Propagandhi) - 2:24
5. She's Gone (NOFX) - 3:47
6. AM (Tony Sly) - 2:24
7. Alien 8 (Lagwagon) - 1:52
8. Some Kinda Hate (Misfits) - 1:59
9. 2RAK005 (Bracket) - 2:48
10. Sink, Florida, Sink (Against Me!) - 2:45
11. Jean is Dead (Descendents) - 1:34
12. Take Me Home (Piss Off) (Snuff) - 4:04

## Formazione
- Graham Palmer - basso, voce
- Todd Rosenberg - batteria, percussioni
- Mark Bush - tromba
- Sascha Lazor - chitarra, banjo
- Dustin Lanker - organo
- Eduardo Hernandez - trombone
- Chuck Robertson - voce, chitarra